# Георг Шрайбер
Георг Шрайбер (нім. Georg Schreiber, 5 січня 1882, Дудерштадт — 24 лютого 1963, Мюнстер) — німецький історик, політик, священик, українознавець.
Був професором університетів у Регенсбурзі, потім у Мюнстері, член кураторії Українського Наукового Інституту в Берліні, видавець збірки «Das geistige Leben der Ukraine in Vergangenheit und Gegenwart».